# Cooper T23

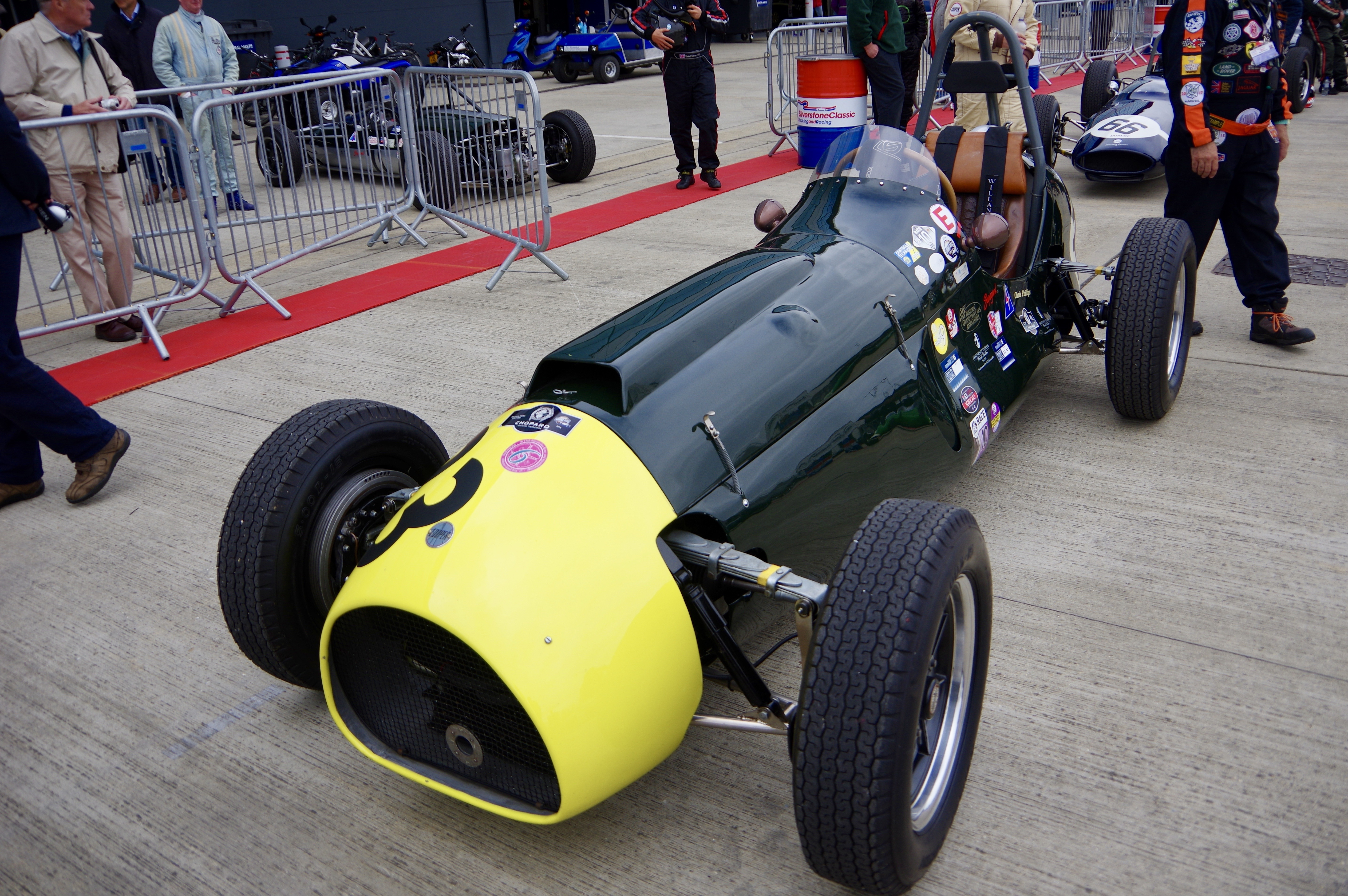
Ein Cooper T23 beim Silverstone Classic 2017

Der Cooper T23 war ein Formel-2-Rennwagen, gebaut vom britischen Formel-1-Team Cooper 1953.

## Entwicklungsgeschichte
Beim Cooper T23, der auch als Cooper-Bristol MKII bezeichnet wurde, konnte Cooper schon auf einige Erfahrung im Monoposto-Rennwagenbau zurückgreifen. Der Wagen hatte einen leichten Rohrrahmen und eine Karosserie, die nach aerodynamischen Gesichtspunkten gebaut wurde. Der Motor bekam seine Kühlluft durch zwei Kühlblöcke, die im Vorderwagen angebracht wurden. Die Abgase wurden durch zwei Rohre seitlich abgeleitet. 
Vom T23 gibt es keine sich gleichenden Fahrzeuge. Bei jedem neuen Wagen wurde Veränderungen vorgenommen und nur die beiden Werkswagen erhielten einen auf einem BMW 328-Sechszylinder-Reihenmotor basierenden Bristol-Motor. Neben dem 1,971 Liter Hubraum aufweisenden Bristol-Motor wurden auch 1,6 Liter-Vierzylinder Alta-Motoren und in einem Wagen ein 1,9l Alfa-Motor verbaut. Die Versionen mit dem Alta-Motor wurden später als Cooper T24 bezeichnet.
Für Stirling Moss wurde ein Einzelstück mit De-Dion-Hinterachse und Alta-Motor gebaut, Erfolge konnte der Brite damit aber keine erzielen. Sein bestes Resultat war ein sechster Platz beim GP von Deutschland 1953.

## Renngeschichte
Der Cooper T23 Mark 2 nahm zwischen 1953 und 1956 auch an insgesamt 9 Formel1-Läufen teil. Dort erwies sich der Wagen gegen die stärkeren mit 3l motorisierten Wagen als nicht konkurrenzfähig. In der Fahrerweltmeisterschaft konnten die 7 eingesetzten Fahrer, darunter Bob Gerard und Ken Wharton, 1953 keine Punkte erreichen. 
Erfolgreicher war die Konstruktion bei Formel 2 und Formel Libre-Rennen, bei denen insgesamt mindestens 39 Siege belegt sind.